# Sepultura
Sepultura is een thrash-/groovemetalband die in 1984 werd opgericht in de Braziliaanse stad Belo Horizonte. De gebroeders Max (zang/gitaar) en Igor Cavalera (drums) vormden de spil van de band. Slayer was een van de thrashmetalbands die hen heeft beïnvloed. De eerste drie platen werden uitgegeven door een Braziliaans platenlabel. De naam Sepultura betekent in het Portugees letterlijk: grafmonument.
Pas bij het verschijnen van hun vierde album, genaamd Arise, kreeg de band internationale erkenning. De band kreeg in de underground metalscene een cultstatus en groeide begin jaren 90 uit tot een van de populairste bands binnen het metalgenre. Bij elk album groeide de aanhang enorm. Het commerciële hoogtepunt werd bereikt na het verschijnen van het zesde album Roots. Hierna besloot zanger/oprichter Max de band te verlaten omdat de overige drie bandleden Max' vrouw Gloria als manager ontsloegen. Hij begon vervolgens een eigen band: Soulfly.
Sepultura ging verder met zanger Derrick Green vanaf 1998, waarmee ze de trouwe fans konden behouden.
In 2006 stapte drummer Igor Cavalera uit de band, nadat hij tijdens de Europese tour van Dante XXI al thuis bleef. Hij was toen net vader geworden en Roy Mayorga (ex-Soulfly) werd gevraagd als tijdelijke drummer. Jean Dolabella volgde hem op als drummer.
Sepultura bracht in het voorjaar van 2009 de opvolger van Dante XXI uit: A-Lex. Net als zijn voorganger is ook deze plaat een conceptalbum. Het album is gebaseerd op het boek A Clockwork Orange van Anthony Burgess.
In 2010 werd een overeenkomst getekend met het platenlabel Nuclear Blast.
Via dit label verscheen in 2011 het album "KAIROS"
In het najaar van 2011 besloot Jean de groep te verlaten en werd hij vervangen door Eloy Cassagrande.

## Geschiedenis van de band
Tussen 1984 en 1989 speelde Sepultura vooral death metal. Het debuutalbum, Morbid Visions, verscheen in 1986. De single Troops of Doom kreeg aandacht op de radio, en zorgde daardoor voor een groter bereik voor het jonge Sepultura. De band volgde in 1987 met het album Schizophrenia, dat de trend van death metal voortzette. Critici wezen vooral op het sterke geluid en op de solo's van de nieuwe gitarist van de band, Andreas Kisser. De line-up van Andreas Kisser (gitaar), Max Cavalera (gitaar/zang), Igor Cavalera (drums) en Paulo Xisto Pinto (bas) wordt door veel fans gezien als de klassieke bezetting van Sepultura. Deze line-up zou blijven bestaan tot 1996.
In 1989 bracht de band het album Beneath The Remains uit. Het album was meer thrash metal dan death metal, en werd een doorslaand succes. Het succes van Beneath The Remains werd in 1991 overstegen met het album Arise, en vervolgens opnieuw met het album Chaos A.D. in 1993. Er werden wereldwijd honderdduizenden platen verkocht. De band speelde voor steeds groter publiek en kreeg internationaal steeds meer naamsbekendheid. De stijl van de band verplaatste zich steeds meer richting klassieke thrash metal, zoals ook bands als Metallica en Slayer speelden. In 1996 bracht de band het album Roots uit. Roots had veel meer nu-metal invloeden dan haar voorgangers, wat goed aansloot bij de ontwikkelingen van die tijd. Roots werd het meest succesvolle Sepultura-album tot nu toe.
In 1996 werd de stiefzoon van Max Cavalera, Dana Wells, vermoord. Max miste daardoor het optreden op het grote Donington-festival, waardoor Sepultura gedwongen was als driemansband op te treden. Gitarist Andreas Kisser deed de zang op het concert. Max keerde enkele weken later naar de band terug om de tournee te vervolgen. Onderweg groeiden echter de problemen binnen de band. De drie andere bandleden vonden dat de vrouw van Max, Gloria Cavalera, veel te veel invloed had op de band. Bovendien zou ze Max voortrekken tegenover de andere leden. Daarom besloten zij om Gloria als manager te ontslaan. Hierop verliet ook Max Cavalera de band. Later noemde de zanger en gitarist dit het moeilijkste moment uit zijn leven. Sepultura bleef achter zonder zanger, manager en platenlabel. 
In 1998 keerde Sepultura terug met het album Against. De nieuwe zanger van de band werd de Amerikaan Derrick Green. Against kon het succes van Roots echter niet evenaren. Het album verkocht zelfs slechter dan het debuutalbum van Max' nieuwe band Soulfly. Sepultura zette echter door en begon een lange tournee. In 2001 volgde het album Nation, gevolgd in 2003 door het sterke  Roorback. Derrick Green werd door veel fans van Sepultura gezien als een middelmatige vervanger van Max Cavalera. De nieuwe stijl van de band (bijvoorbeeld met maar een gitaar in plaats van twee) lokte echter een nieuwe groep fans. Toch bleven gedurende deze hele periode de verkoopcijfers laag. 
In 2006 verklaarde drummer Igor Cavalera dat hij niet deel zou nemen aan de tournee voor het album Dante XXI. Hij wilde meer tijd doorbrengen met zijn gezin. Enkele maanden later verliet Igor de band en verzoende hij zich na tien jaar met zijn broer Max Cavalera. De nieuwe drummer van Sepultura werd Jean Dolabella. Met deze nieuwe formatie schreef Sepultura in 2008 het album A-Lex. Dit was het eerste Sepultura-album uit de geschiedenis van de band waar geen Cavalera op te horen was. De opvolger van A-Lex, Kairos volgde in 2011. In datzelfde jaar verliet Jean Dolabella de band. Zijn opvolger werd de jonge Braziliaanse drummer Eloy Casagrande. In 2013 bracht de band het album The Mediator Between Head And Hands Must Be The Heart uit. Casagrande schreef veel mee op de nieuwe plaat. Critici waren lovend op de plaat, die zij een van de sterkte albums van Sepultura sinds 1996 noemden.
Na een succesvolle tournee bracht de band in januari 2017 het album Machine Messiah uit. In datzelfde jaar bracht de band de officiële documentaire Sepultura Endurance uit. Max en Igor Cavalera weigerden aan deze documentaire deel te nemen, waardoor er ook geen Sepultura-muziek en beelden van de "klassieke line-up" gebruikt mocht worden.
In februari 2020 bracht de band het album Quadra uit. Volgens critici was dit album een van de beste Sepultura-albums sinds het vertrek van Max Cavalera uit de band. Als gevolg van COVID-19 werden tournees stopgezet. Sepultura bracht vanuit quarantaine een reek videos uit onder de naam SepulQuarta, waarbij ook leden van bevriende bands werden uitgenodigd.

## De bandleden

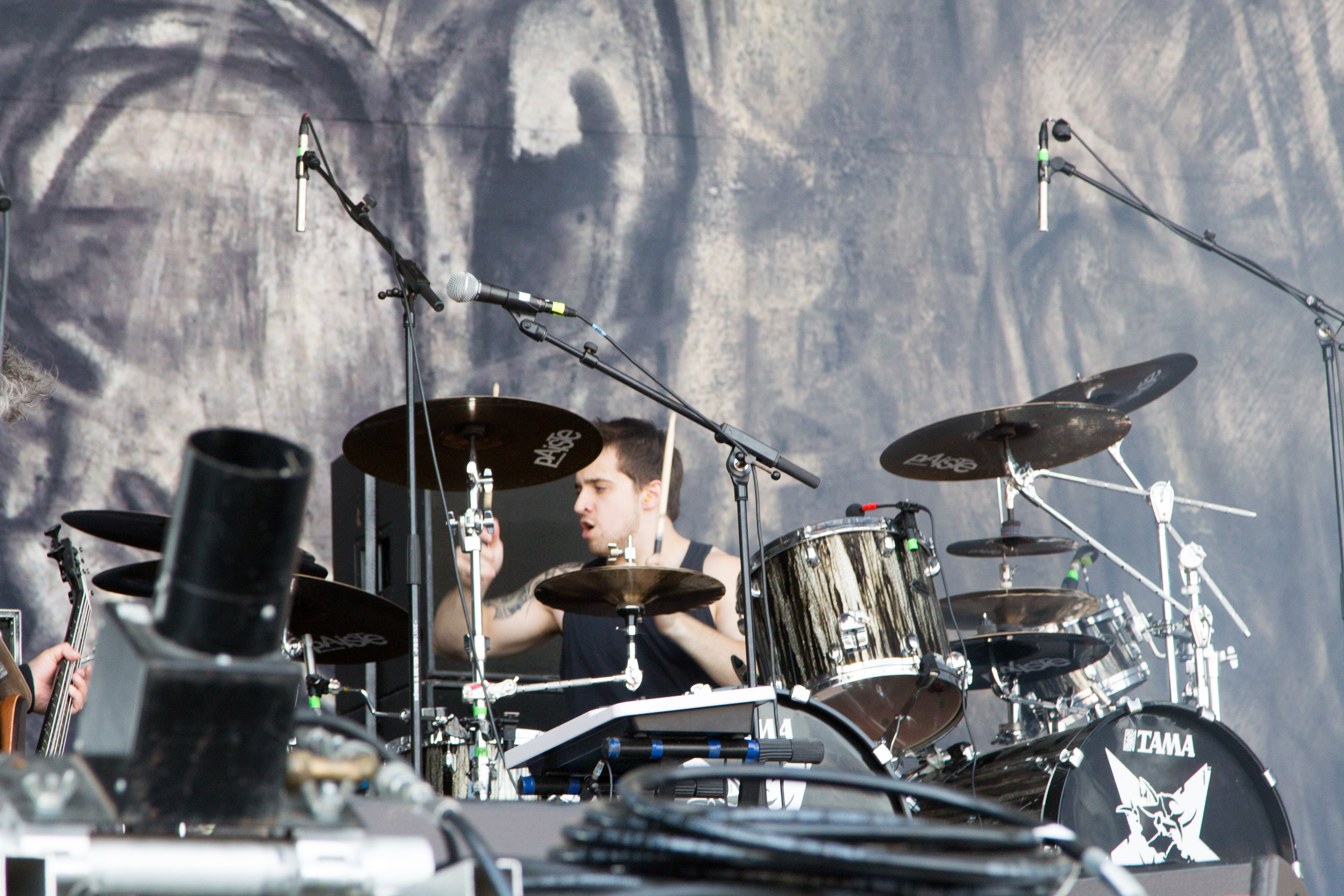
Eloy Casagrande (Nova Rock 2014)

- Derrick Green (zang/gitaar) 1997 tot heden
- Andreas Kisser (gitaar) 1987 tot heden
- Paulo Xisto of Paulo Jr. (bas) 1984 tot heden
- Greyson Nekrutman (drums) 2024 tot heden

### Ex-bandleden
- Jairo Guedes of Jairo T. (gitaar) 1984 tot 1987
- Max Cavalera (gitaar/zang) 1984 tot 1997
- Igor Cavalera (drums) 1984 tot 2006
- Jean Dolabella (drums) 2006 tot 2011
- Eloy Casagrande (drums) 2011 tot 2024

### Tijdelijke bandleden
- Roy Mayorga (drums) invaller tijdens Europese tour van 2006

Sepultura Live @ Free & Easy Festival 2015
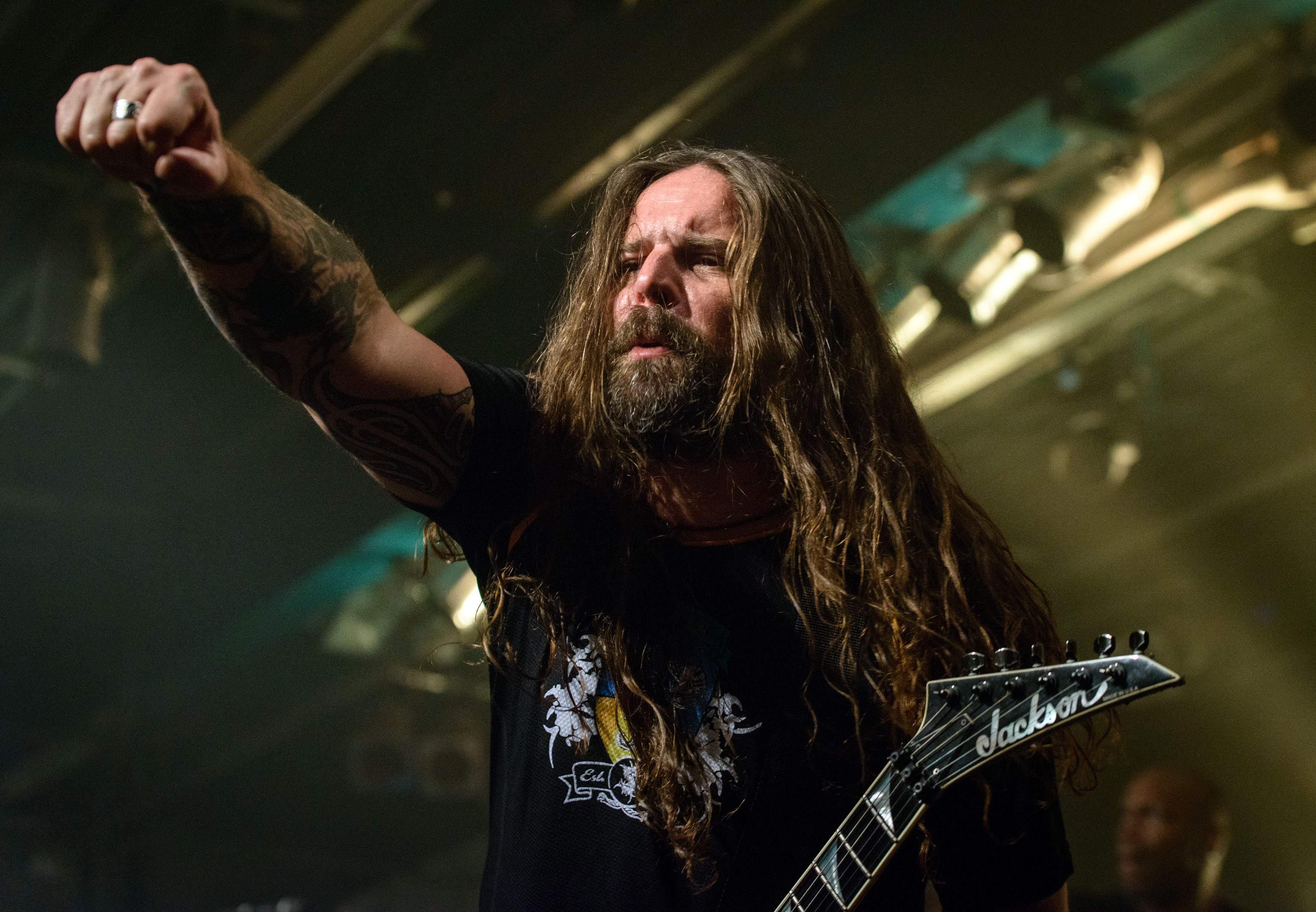
Andreas Kisser
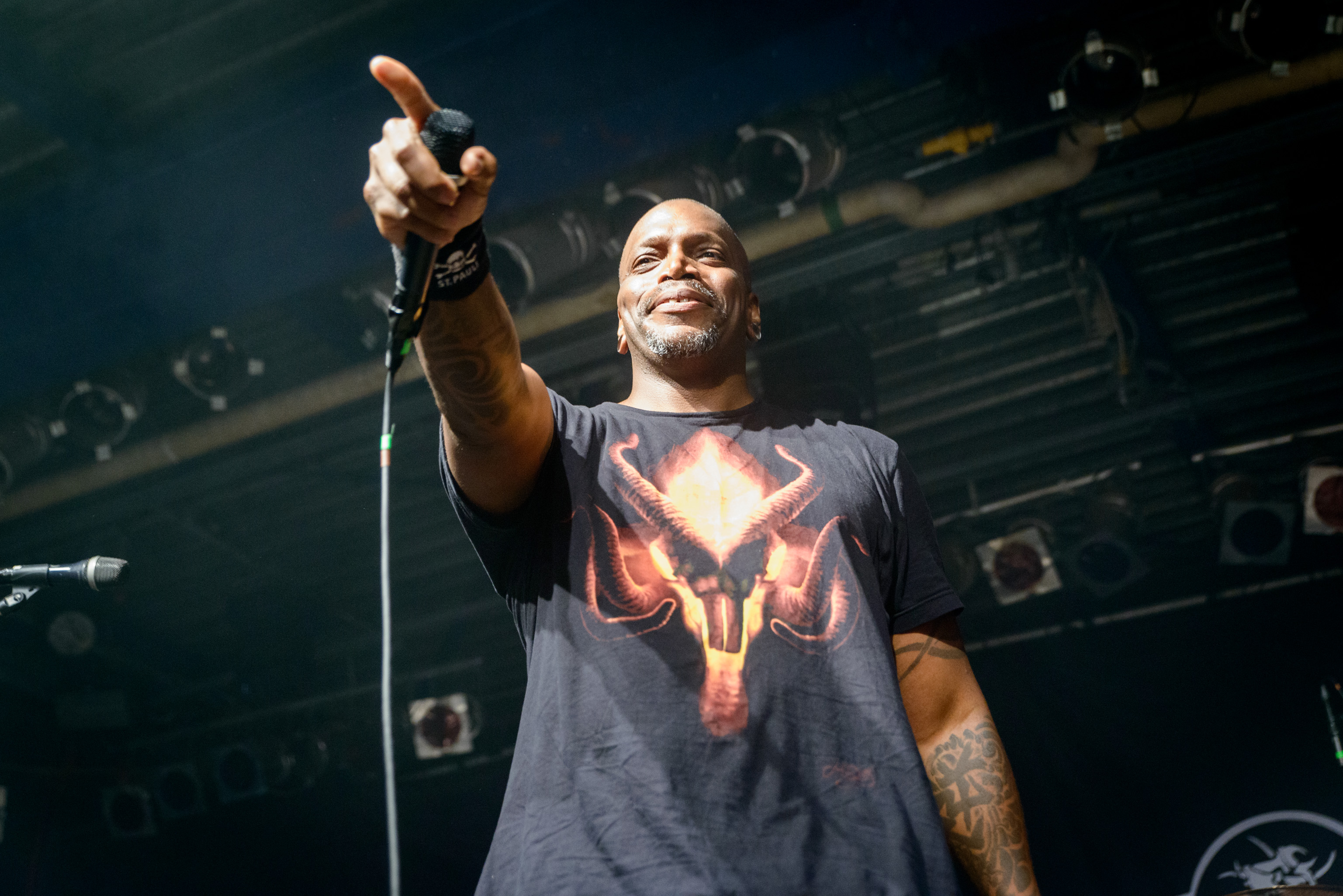
Derrick Green
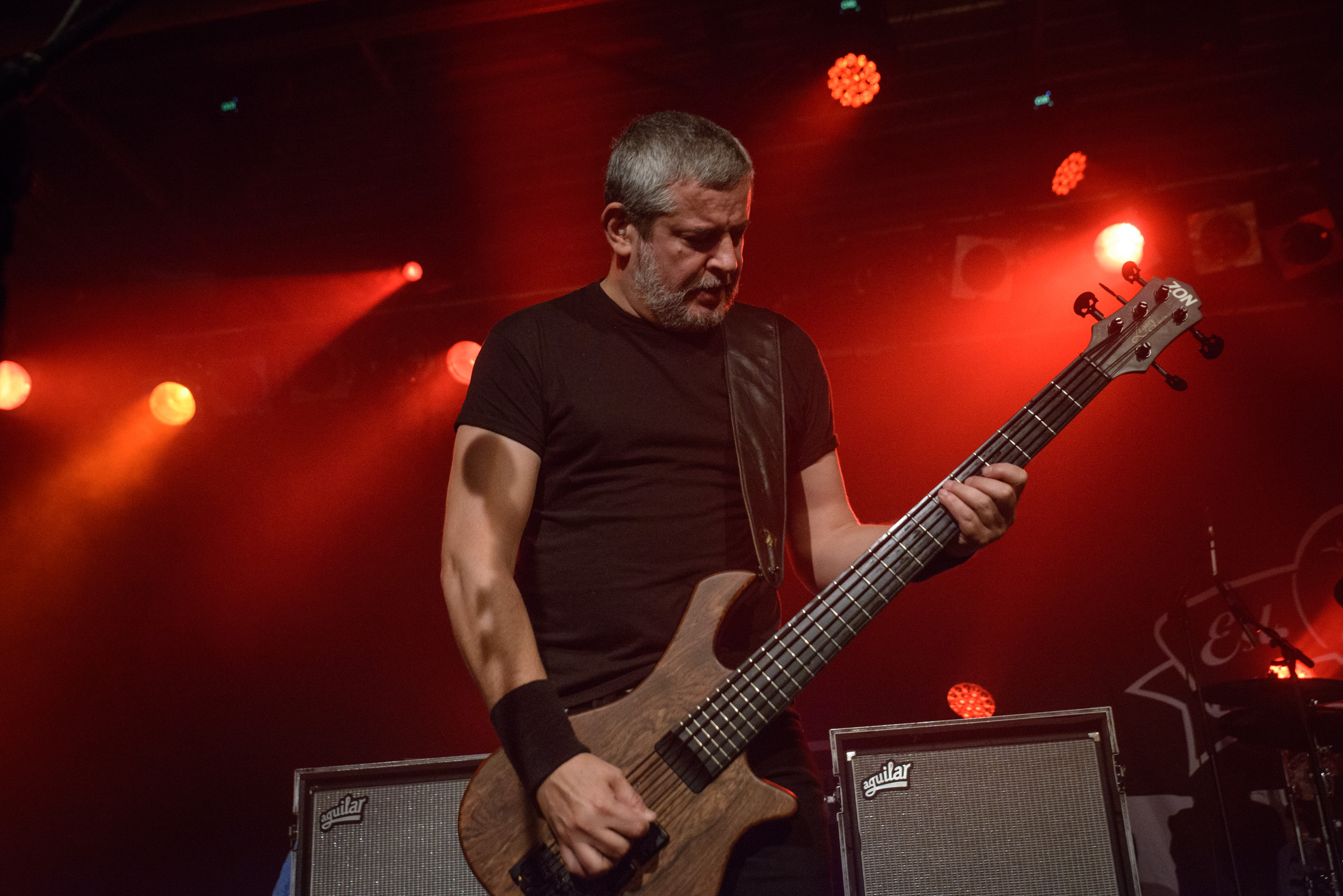
Paulo Xisto Pinto Jr.
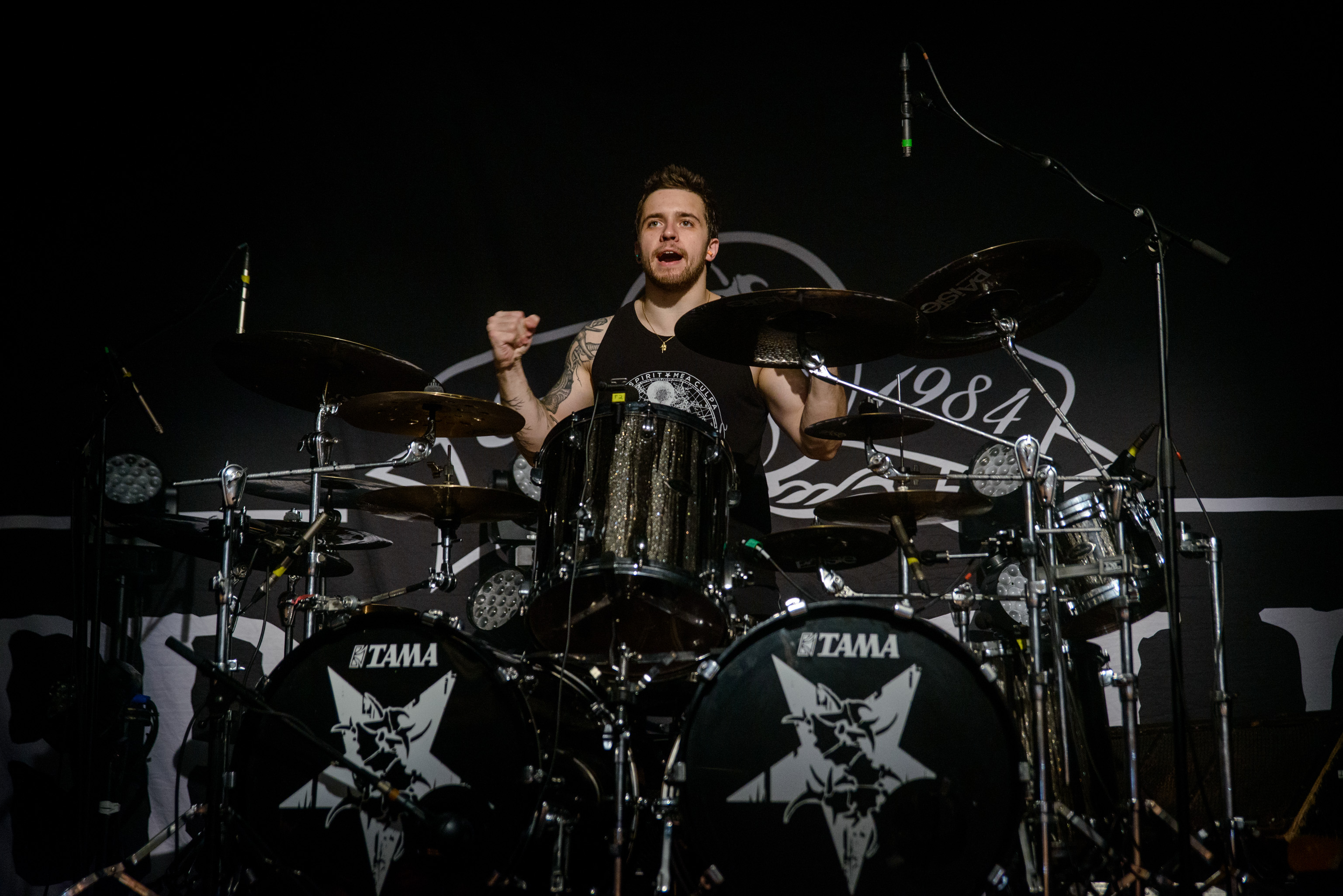
Eloy Casagrande

## Album-discografie
- Morbid Visions 1986
- Schizophrenia 1987
- Beneath The Remains 1989
- Arise 1991
- Chaos A.D. 1993
- Roots 1996
- Against 1998
- Nation 2001
- Roorback 2003
- Dante XXI 2006
- A-Lex 2009
- Kairos 2011
- The Mediator Between Head And Hands Must Be The Heart 2013
- Machine Messiah 2017
- Quadra 2020

| Album met eventuele hitnotering(en) in de Nederlandse Album Top 100 | Datum van verschijnen | Datum van binnenkomst | Hoogste positie | Aantal weken | Opmerkingen |
| ------------------------------------------------------------------- | --------------------- | --------------------- | --------------- | ------------ | ----------- |
| Arise                                                               | 20-03-1991            | 27-04-1991            | 68              | 5            |             |
| Chaos A.D.                                                          | 1993                  | 23-10-1993            | 21              | 33           | Goud        |
| Roots                                                               | 20-02-1996            | 09-03-1996            | 6               | 26           | Goud        |
| Against                                                             | 1998                  | 17-10-1998            | 76              | 2            |             |